# 価格差別
価格差別（かかくさべつ、英:price discrimination）とは経営学用語、ミクロ経済学用語の一つ。複数の顧客を相手に商売をしている商業者が顧客が違うということを理由として、顧客ごとに異なった価格で販売するということ。これの特徴としては、お得意様などといった特定の顧客に対しては、他の顧客に販売するよりも有利な価格で販売したり、同じ顧客に対して同じ商品を売る場合であっても取引の時期が違うというだけで異なった価格で販売するということである。だが同じ商品を売る場合でも価格の変動が激しい商品であり同一価格を維持することが困難であったり、配送コストを考慮したならば販売地点が異なるということで価格が変動するような商品でこのような条件に当てはまる顧客の場合には、販売する価格がそれぞれの顧客ごとで異なっていても価格差別には当てはまらない。

## 種類
完全価格差別と非完全価格差別に分けられ、第一種価格差別、第二種価格差別、第三種価格差別にわけられる。